# Бинсон ет Оркињи
Бинсон ет Оркињи (фр. Binson-et-Orquigny) насеље је и општина у североисточној Француској у региону Шампањ-Арден, у департману Марна која припада префектури Ремс.
По подацима из 2011. године у општини је живело 183 становника, а густина насељености је износила 53,98 становника/km². Општина се простире на површини од 3,39 km². Налази се на средњој надморској висини од 83 метара.

## Демографија
| 1962. | 1968. | 1975. | 1982. | 1990. | 1999. | 2011. |
| ----- | ----- | ----- | ----- | ----- | ----- | ----- |
| 228   | 237   | 229   | 208   | 206   | 185   | 183   |

График промене броја становника у току последњих година